# Master of Sparks
„Master of Sparks“ je čtvrtá skladba z třetího studiového alba americké blues-rockové hudební skupiny ZZ Top Tres Hombres, vydaného v roce 1973. Skladbzu napsal kytarista skupiny Billy Gibbons.

## Sestava
- Billy Gibbons – kytara, zpěv
- Dusty Hill – baskytara
- Frank Beard – bicí